# Khader Adnan
Khader Adnan Mohammad Musa (árabe: خضر عدنان محمد موسى , romanizado:  Khaḍr ʿAdnān Muḥammad Mūsā; Arraba, 24 de março de 1978 - Ramla, 2 de maio de 2023) foi um ativista palestino e prisioneiro em Israel que morreu após uma greve de fome de 87 dias em protesto contra sua detenção sem julgamento. Ele havia sido mantido na prisão 12 vezes sob detenção administrativa, um procedimento usado por Israel e pela Autoridade Nacional Palestina para deter pessoas indefinidamente sem acusações ou julgamento.
No início dos anos 2000, Adnan era porta-voz do Movimento da Jihad Islâmica na Palestina (PIJ), que é considerado uma organização terrorista por vários países. Embora ele já tivesse sido condenado no passado por ser membro do grupo, sua esposa alegou em 2012 que ele não estava envolvido com o PIJ há quatro anos e nunca teve qualquer participação em atividades militantes.
Em dezembro de 2011, Adnan foi preso e mantido sob detenção administrativa e, no dia seguinte, para protestar contra as condições de sua prisão, a política de detenção administrativa de Israel e seu tratamento aos palestinos sob ocupação israelense, fez greve de fome. Enquanto greves de fome em massa já haviam sido realizadas por grupos de prisioneiros palestinos, Adnan se tornou o primeiro a fazer uma greve de fome individual. De acordo com Adnan, uma visita de uma delegação do Comitê Internacional da Cruz Vermelha foi cancelada depois que oficiais israelenses insistiram em estar presentes para a visita, com Khader permanecendo amarrado em sua cama. Em 21 de fevereiro de 2012, Israel concordou em libertar Adnan em 17 de abril de 2012, e ele concordou em encerrar imediatamente sua greve de fome de 66 dias, então a mais longa da história palestina.
Adnan foi detido pela última vez em 5 de fevereiro de 2023 e imediatamente começou o que se tornaria sua mais longa greve de fome. A jornalista israelense Amira Haas escreveu que sua intenção era "expor a injustiça básica no sistema de justiça militar de Israel e sua negação casual das liberdades básicas". Ele morreu na prisão em 2 de maio, tendo passado aproximadamente oito anos cumulativos na detenção israelense.

## Início da vida e família
Khader Adnan era de Arraba, perto de Jenin, na Cisjordânia, onde era dono de uma padaria e mercearia. Um padeiro de profissão, ele formou-se em matemática pela Universidade de Birzeit. Em 1996, como estudante, ele se envolveu com o Movimento da Jihad Islâmica na Palestina (PIJ), servindo como porta-voz do grupo.
Adnan se casou com sua esposa Randa Adnan em 2005, quando já havia sido detido cinco vezes por sua afiliação ao PIJ. Ele disse a ela antes de se casarem que "sua vida não era normal, que ele poderia estar por perto por 15 dias e depois desaparecer novamente por um longo tempo. Mas eu sempre sonhei em me casar com alguém forte, alguém que luta em defesa do seu país."
Randa deu à luz duas filhas e um filho em 2012 e, no final de 2013, deu à luz trigêmeos. Em 2021, Adnan teve um total de nove filhos.

## Prisões antecipadas, 1999–2010
Adnan foi preso e detido pela primeira vez por Israel em 1999, quando passou quatro meses sob detenção administrativa israelense. Ele foi preso pela Autoridade Nacional Palestina (ANP) oito meses depois de ser libertado por liderar uma manifestação estudantil contra Lionel Jospin em 2000. Na manifestação, os estudantes atiraram ovos ou pedras no ex-primeiro-ministro francês durante sua visita a Birzeit para denunciar sua caracterização das ações militares do Hezbollah contra a ocupação israelense como "terrorismo". Sua primeira greve de fome, de 10 dias, foi realizada durante sua detenção pela PNA. Ele passou um ano em detenção administrativa após sua prisão em dezembro de 2002 por Israel. Preso novamente seis meses após sua libertação, ele foi colocado em confinamento solitário e fez greve de fome por 28 dias até que o Serviço Prisional de Israel o colocou com a população prisional geral.
Em junho de 2005, depois que membros do PIJ foram mortos em um tiroteio com tropas israelenses, Adnan "convidou todos os grupos militantes palestinos a retomarem a luta com Israel" e acusou a entidade governante, a PNA, de colaborar com Israel. Em agosto de 2005, Adnan foi detido e encarcerado por Israel por 15 meses. De acordo com o grupo de apoio aos prisioneiros palestinos Addameer, ele fez uma greve de fome de 12 dias para protestar contra seu isolamento em Kfar Yona em 2005. Um vídeo do YouTube de uma manifestação em 2007 o mostra elogiando e encorajando atentados suicidas: " Quem de vocês carregará o próximo cinturão explosivo? Quem de vocês disparará as próximas balas? Quem de vocês terá as partes do corpo explodidas? Ele foi mantido por Israel por mais seis meses em detenção administrativa a partir de março de 2008. Preso pela PNA em 2010 por sua atividade política, Gideon Levy disse que fez sua primeira greve de fome durante seus 12 dias de detenção.

## Detenção em 2011 e greve de fome

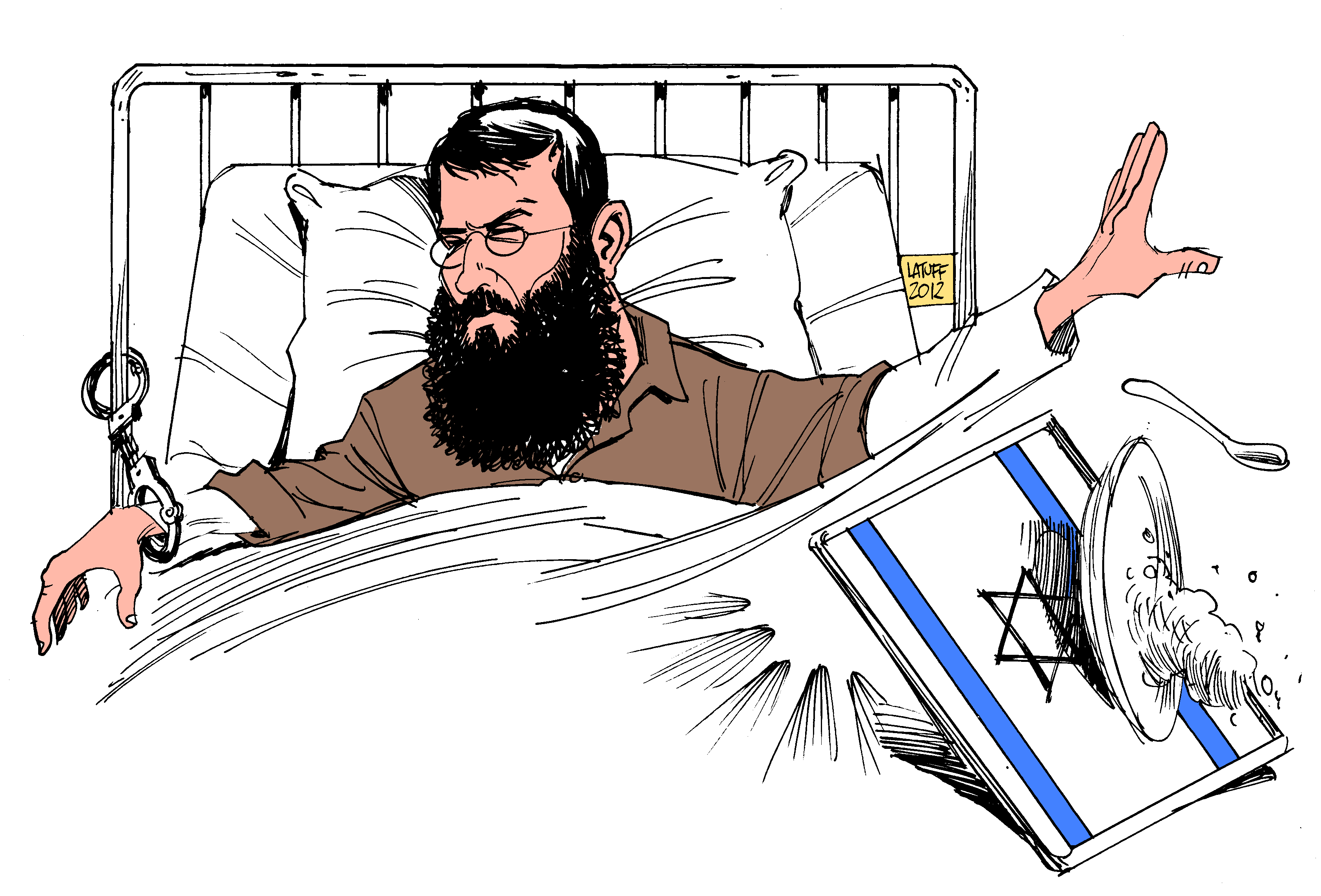
Greve de fome de 2011-2012 de Adnan, conforme retratado em uma charge de 2012 por Carlos Latuff

Na época de sua prisão em 2011, Adnan não era mais um porta-voz ativo do PIJ. Adnan havia sido condenado no passado por Israel por ser um porta-voz do PIJ, e relatos da mídia indicam que ele atuou como porta-voz do PIJ. Em 2012, o Gulf News disse que ele atuou como porta-voz do grupo desde 2000, enquanto o The Guardian disse que ele atuou como porta-voz do PIJ no passado. 
A essa altura,  Adnan havia sido detido cerca de 10 vezes desde então - sete vezes por Israel (incluindo sua última detenção) e duas ou três vezes pela PNA. O Addameer disse que Adnan passou um total de seis anos na prisão desde 1999. Entre seus períodos de encarceramento, Adnan continuou a administrar sua padaria em Arraba.
 

Na época de sua detenção, Adnan estava cursando mestrado em economia na Universidade de Birzeit. Ele também dirigia uma padaria em Qabatya e uma loja de produtos em sua cidade natal, Arraba, na Cisjordânia. Ele foi preso pelo Exército israelense em 17 de dezembro de 2011 em sua casa em Arraba no meio da noite. No dia seguinte, ele iniciou uma greve de fome que terminou 66 dias depois, em 21 de fevereiro de 2012. Em uma carta que entregou a seus advogados para divulgação pública, Adnan explicou por que estava em greve de fome:
A ocupação israelense foi ao extremo contra nosso povo, especialmente os prisioneiros. Fui humilhado, espancado e assediado por interrogadores sem motivo e, portanto, jurei por Deus que lutaria contra a política de detenção administrativa da qual eu e centenas de meus companheiros de prisão fomos vítimas... A única coisa que posso fazer é oferecer minha alma para Deus, pois acredito que a retidão e a justiça acabarão triunfando sobre a tirania e a opressão. Por meio desta, afirmo que estou confrontando os ocupantes não pelo meu próprio bem como indivíduo, mas pelo bem de milhares de prisioneiros que estão sendo privados de seus direitos humanos mais simples enquanto o mundo e a comunidade internacional assistem.
Adnan foi interrogado por 18 dias após sua prisão;  ele disse a seus advogados que durante esse tempo soldados israelenses fizeram insinuações sexuais sobre sua esposa, zombaram de sua fé islâmica, espancaram-no, amarraram-no a uma cadeira em posições dolorosas, arrancaram o cabelo de sua barba e limparam a sujeira em seu rosto. As autoridades israelenses ignoraram essas alegações. A De acordo com sua esposa e advogados, os maus-tratos de Adnan continuaram e incluíram longos períodos de confinamento solitário, várias revistas íntimas e interrogatórios abusivos contínuos.
Adnan estava "oficialmente" sob detenção administrativa desde 10 de janeiro de 2012, um período que deveria durar até 8 de maio, quando sua detenção poderia ser renovada se as autoridades israelenses considerarem necessário. Em 31 de dezembro de 2011, havia 307 palestinos em detenção administrativa, incluindo 21 membros do Conselho Legislativo Palestino, o parlamento da Autoridade Palestina. De acordo com o procedimento de detenção administrativa, os militares israelenses podem manter detidos por períodos renováveis de seis meses sem acusação se os considerarem uma ameaça à segurança. A decisão de deter um indivíduo é baseada nas provas apresentadas aos juízes militares, mas não ao réu ou a seus advogados, e está sujeita à revisão judicial. 
Adnan não havia sido formalmente acusado de nenhum crime; Israel afirmou que ele foi preso "por atividades que ameaçam a segurança regional". BBC, CNN e Al Jazeera relataram que Adnan era considerado um líder do PIJ na Cisjordânia. O Bikya Masr relatou que ele era um "líder sênior da organização Jihad Islâmica" e de acordo com Al-Ahram, ele era uma "figura importante na Jihad Islâmica".
Não se sabe se Adnan esteve diretamente envolvido em ataques a israelenses; ele nunca havia sido acusado como tal por Israel. Sua esposa Randa negou que Adnan tivesse qualquer papel de liderança no PIJ, ou qualquer papel em atividades militantes, e disse que ele era membro de um comitê de reconciliação palestino. Ela disse ao YNET em 2011 que, "É verdade que ele foi o porta-voz da Jihad Islâmica durante a intifada, mas nos últimos quatro anos ele não teve nada a ver com isso... Ele não tinha falado com ninguém da Jihad Islâmica. Ele deixou essa atividade completamente." 
Adnan foi transferido para um hospital em 30 de dezembro, mas recusou o tratamento dos médicos israelenses. Depois de se encontrar com Adnan no hospital, a organização Médicos pelos Direitos Humanos – Israel, expressou "grave preocupação" e sobre sua situação, que seus médicos descreveram como "crítica". Após cerca de 50 dias de greve de fome, sua esposa teve permissão para visitá-lo, e afirmou que ele parecia magro e sujo e estava algemado em sua cama de hospital.

### Manifestações e greves de solidariedade

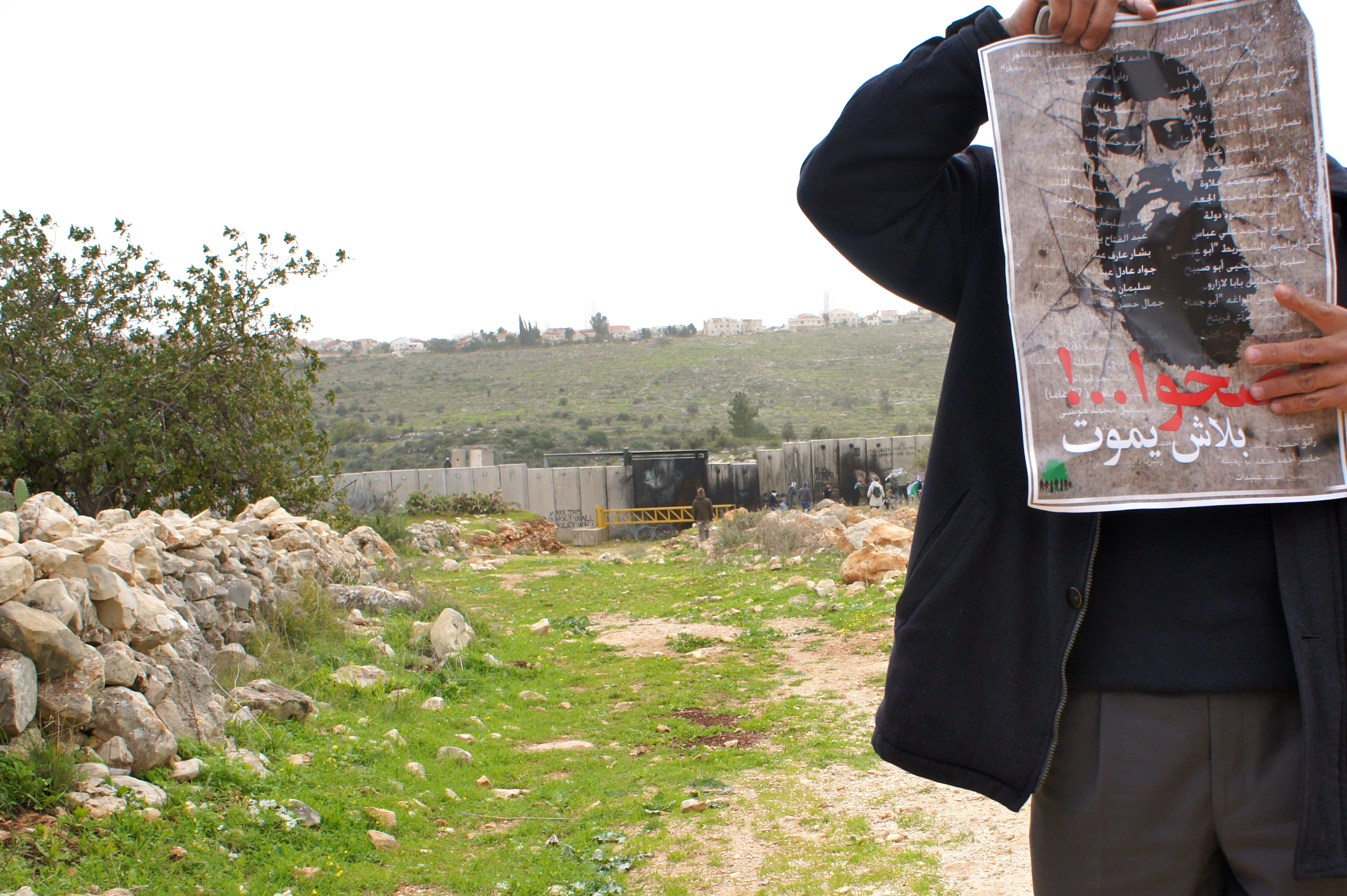
Manifestação de apoio a Adnan em Ni'lin em 17 de fevereiro de 2012. Houve várias manifestações de apoio à greve de fome de Adnan em toda a Cisjordânia.

A greve de fome de Adnan em 2012 provocou manifestações na Cisjordânia e na Faixa de Gaza, e centenas de prisioneiros palestinos se juntaram à greve de fome em solidariedade. O pai de Adnan, Musa Adnan, iniciou uma greve de fome por tempo indeterminado em 6 de fevereiro do mesmo ano, dizendo à agência de notícias Ma'an que isso "o permitiria apoiar seu filho e entender sua dor". Sua cidade natal, Arraba, estava no centro das manifestações, com manifestantes solidários acampados do lado de fora de sua casa, que autoridades palestinas e estrangeiras visitaram para perguntar sobre as condições de saúde de Adnan. Cerca de 50-60 palestinos protestaram fora da Igreja da Natividade em Belém para mostrar solidariedade a Adnan em 8 de fevereiro.
Em 11 de fevereiro de 2012, centenas de palestinos fizeram uma manifestação na prisão de Ofer, onde Adnan estava detido. O Exército israelense dispersou os manifestantes usando balas de borracha e gás lacrimogêneo, ferindo 16 pessoas. Em uma manifestação separada em Beit Ummar, perto de Hebron, dois israelenses e dois palestinos foram presos por Israel. Dezenas de estudantes da Universidade de Birzeit que se reuniram do lado de fora da Prisão de Ofer em 13 de fevereiro exigindo a libertação de Adnan foram dispersados pelas forças de segurança israelenses, resultando em ferimentos em 23 pessoas. Em 15 de fevereiro, os apoiadores iniciaram uma greve de fome aberta em uma manifestação em frente ao Comitê Internacional da Cruz Vermelha na cidade de Gaza.
Em 16 de fevereiro de 2012, 61º dia da greve de fome de Adnan, milhares de manifestantes protestaram em todos os territórios palestinos. Cerca de 1.000 palestinos, a maioria jovens, protestaram do lado de fora da prisão de Ofer antes de serem dispersos e em Hebron, centenas de apoiadores realizaram uma manifestação segurando cartazes com os dizeres "Não à detenção administrativa arbitrária". Nesse mesmo dia, os palestinos fizeram uma greve de fome de 10 horas em solidariedade.

Graffiti em uma parede na Praça Al-Manara em Ramallah

Cerca de 5.000 manifestantes se manifestaram na cidade de Gaza em 17 de fevereiro de 2012 gritando "Somos todos Khader Adnan", com a participação das facções PIJ, Hamas e Fatah. Enquanto isso, em Jenin, centenas de palestinos participaram de um protesto de solidariedade.

### Atenção da mídia internacional, apelo e liberação
O caso de Adnan chamou a atenção da mídia internacional pela primeira vez quando a AFP publicou um relatório de 44 dias de greve de fome. Uma semana e meia depois disso, a Associated Press também publicou uma reportagem, seguida pela CNN logo depois. 
Em 9 de fevereiro, a CNN informou que, em resposta às críticas de grupos de direitos humanos, a Autoridade Prisional de Israel afirmou que o caso de Adnan estava sendo tratado "estritamente de acordo com a lei ... com atenção especial sendo dada à sua situação humanitária".  O serviço prisional também afirmou que Adnan concordou em tomar pílulas de potássio e não quer morrer. 
Randa Adnan apelou às autoridades egípcias para ajudar a libertar seu marido, afirmando que "a esperança agora está no Egito para libertar Adnan. Fala-se sobre os esforços egípcios para fazê-lo e espero que seja verdade. O Egito teve um papel ativo no último acordo de troca de prisioneiros entre o Hamas e o Israel – é nossa irmã mais velha e esperamos que interfira”.  O Ministério Palestino de Assuntos dos Prisioneiros confirmou que o Egito estava intervindo com Israel para libertar Adnan. Ela também disse que Adnan não voltará atrás em sua decisão e que, "Quando me casei com ele, sabia que deveria esperar qualquer coisa. Estou orgulhoso dele, esteja ele sob o solo ou acima dele." 

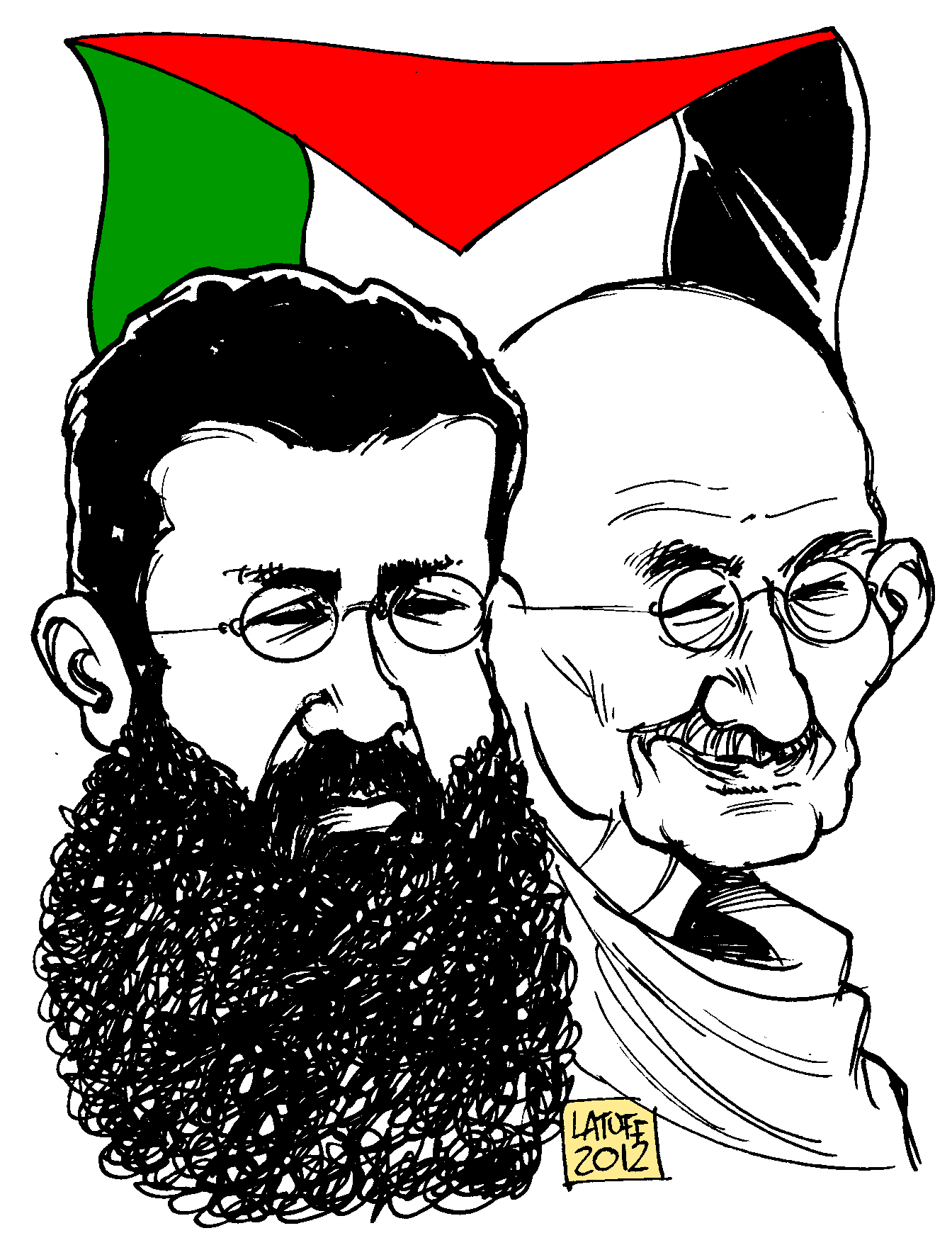
Charge de Carlos Latuff de 2012 mostrando Khader Adnan ao lado de Mahatma Gandhi contra o pano de fundo da bandeira palestina, pintado depois que Adnan se tornou viral como um "Gandhi palestino"

Quase dois meses em greve de fome, foi relatado que Adnan concordou em adicionar eletrólitos, vitaminas, glicose e sais à água que bebia. Seus médicos notaram que, "Um jejum de mais de 70 dias não permite a sobrevivência. A infusão de líquidos, o ajuste de sais e a adição de glicose e vitaminas não podem prevenir a morte certa devido a uma greve de fome tão prolongada. ." 
O Tribunal Militar de Apelações rejeitou seu primeiro recurso contra a detenção em uma sessão convocada em um hospital em Safed, onde ele estava detido em 13 de fevereiro de 2012.
 

Em 16 de fevereiro, os advogados de Adnan solicitaram à Suprema Corte de Israel que o libertasse, citando que Adnan estava em "perigo imediato de morte". O advogado Mahmoud Kassandra afirmou: "Esta é a última chance. O relatório médico diz que ele pode morrer a qualquer minuto. Esperamos que dê certo, mas não estou otimista." Após uma visita a Adnan por Rebecca Ziv, da Physicians for Human Rights – Israel, ela disse sobre a situação dele: 
Ele perdeu 30kg e pesa 60kg. Ele sofre de dores de estômago, vômitos, às vezes com sangue, e dores de cabeça… Seu estado geral é pálido e muito fraco, sua língua é lisa, ele tem leve sangramento nas gengivas, pele seca, perda de cabelo e atrofia muscular significativa. Seu pulso é fraco, pressão arterial 100/75. Ele está permanentemente conectado a um monitor cardíaco.
Em 20 de fevereiro, em um golpe de mídia para ativistas online palestinos, a ex-funcionária de Obama Anne-Marie Slaughter e Roseanne Barr condenaram a detenção de Adnan no Twitter, e a situação de Adnan começou a virar tendência.
Peter Hart, o diretor de ativismo da Fairness and Accuracy in Reporting (FAIR), escreveu um comentário criticando o silêncio da mídia corporativa sobre este "Gandhi palestino", enquanto os ativistas visavam Nicholas Kristof por seu silêncio, apesar de escrever um artigo de opinião do New York Times em 2010 pedindo um "Gandhi" no contexto palestino.
Em 21 de fevereiro, a Suprema Corte adiantou uma audiência de emergência para Adnan após inicialmente agendá-la para 23 de fevereiro, alegando preocupação com sua saúde.  Momentos antes da convocação da audiência, foi anunciado que um acordo havia sido alcançado entre os advogados de Adnan e os advogados de acusação israelenses, segundo o qual Adnan interromperia sua greve de fome em troca de sua detenção de 4 meses contados a partir do dia de sua prisão. e a promessa de não renovar sua detenção administrativa, exceto a apresentação de novas provas.

### Direitos humanos e resposta internacional
A greve de fome de Adnan atraiu o escrutínio crítico da prática de Israel de detenção administrativa por vários grupos de direitos humanos, organismos internacionais e líderes e manifestantes palestinos. Ele conquistou muitos seguidores no Facebook e no Twitter. Vários dos apoiadores de Adnan argumentam que seu caso não recebeu cobertura adequada na mídia internacional e israelense. 
Addameer, um grupo de apoio a prisioneiros palestinos, expressou "extrema preocupação com a saúde" de Adnan, responsabilizando Israel por sua vida. O chefe da Sociedade de Prisioneiros Palestinos, Qadura Fares, condenou a recusa do tribunal militar israelense ao recurso de Adnan. 
A Human Rights Watch afirmou que Israel deve "encerrar imediatamente sua detenção administrativa ilegal" de Adnan e "acusá-lo ou libertá-lo". A porta-voz Sarah Leah Whitson disse que "Israel deve encerrar, hoje, antes que seja tarde demais, sua recusa de quase dois meses em informar Adnan sobre qualquer acusação criminal ou evidência contra ele." A Anistia Internacional condenou a política de detenção administrativa de Israel, e o grupo israelense de direitos humanos B'Tselem enviou um pedido urgente ao Ministro da Inteligência de Israel, Dan Meridor, para libertar imediatamente ou julgar Adnan para "evitar uma tragédia desnecessária para ele e sua família."
Richard Falk, o relator especial da ONU sobre os direitos humanos palestinos, criticou "figuras de autoridade, do secretário-geral da ONU para baixo", que, segundo ele, expressou empatia por Gilad Shalit, ao mesmo tempo em que ficou "notavelmente silencioso na provação muito mais convincente que está sendo experimentada antes de nossa olhos na forma de cativeiro do Sr. Adnan, aparentemente até a morte." 

#### Resposta política
A Autoridade Nacional Palestina condenou sua prisão e exigiu sua libertação imediata. Em resposta à recusa de Israel ao apelo de Adnan, o Ministro de Assuntos dos Prisioneiros, Issa Qaraqe, afirmou que a decisão mostrava "total desrespeito pela vida de Adnan, efetivamente condenando-o à morte". Ele elogiou Adnan por "tomar uma posição" contra o uso da detenção administrativa. Em um comício em 16 de fevereiro, Qaraqe disse: "Khader Adnan se tornou um símbolo nacional, um símbolo árabe e um símbolo internacional por sua defesa da dignidade dos homens livres em todo o mundo." 
O legislador palestino Mustafa Barghouti, que foi ferido após levar um tiro no pé com uma bala de borracha pelas forças de segurança israelenses durante um protesto de solidariedade,  convocou uma campanha internacional exigindo a libertação de Adnan. Os líderes palestinos da Jihad Islâmica Sheikh Nafez Azzam, Dawood Shihab, Khader Habib e Ahmad Mudallal participaram da greve de fome aberta que começou em 15 de fevereiro dizendo que era o "mínimo que podemos fazer por este símbolo lendário".
Em um sermão de sexta-feira na Grande Mesquita de Gaza, o líder do PIJ, Nafez Azzam, afirmou que Adnan "não estava lutando por uma causa pessoal, mas pela defesa de milhares de prisioneiros". Além disso, ele acusou os países árabes e ocidentais de ignorar o caso de Adnan, dizendo "Que vergonha para as nações de centenas de milhões (de muçulmanos) pelo fato de Khader Adnan ainda estar na prisão." O primeiro-ministro Ismail Haniyeh, com sede em Gaza, declarou em um comício em Gaza naquele mesmo dia que "o povo palestino, com todos os seus componentes e facções, nunca abandonará os prisioneiros heróis, especialmente aqueles que lideram esta batalha de greve de fome."
Em 18 de fevereiro, foi relatado que em reuniões com autoridades da China, Rússia, Reino Unido e União Europeia, o presidente Mahmoud Abbas e o negociador da OLP, Saeb Erekat, pressionaram pela libertação de Adnan. 
O coordenador especial das Nações Unidas para o processo de paz no Oriente Médio, Robert Serry, instruiu Israel "a fazer tudo ao seu alcance para preservar a saúde do prisioneiro e resolver este caso, respeitando todas as obrigações legais sob o direito internacional". Em 18 de fevereiro, a chefe da União Europeia, Catherine Ashton, pediu a Israel que preservasse a saúde de Adnan e reiterou a preocupação da UE sobre "o uso extensivo por Israel de detenção administrativa sem acusação formal".

## Mais detenções e greves de fome, 2014–2021
Apesar do acordo para encerrar sua primeira greve de fome (veja acima), Adnan foi preso novamente em 8 de julho de 2014, no início do conflito Israel-Gaza em 2014, e estava detido desde então, iniciando sua segunda greve de fome em 5 de maio de 2015. O governo de Israel estava aparentemente determinado a interromper a greve de fome de Adnan usando técnicas de alimentação forçada semelhantes às usadas pelos EUA em seu campo de prisioneiros na Baía de Guantánamo. O Ministro de Segurança Pública de Israel, Gilad Erdan foi citado como tendo dito "Os prisioneiros de segurança estão interessados em transformar greves de fome em um novo tipo de ataque suicida que ameaçaria o Estado de Israel. Não podemos permitir que ninguém nos ameace e não permitiremos que prisioneiros morram em nossas prisões."  No entanto, a Sociedade Médica Israelense e vários grupos de direitos humanos estavam deplorando este curso de ação planejado por Israel, com a Sociedade Médica emitindo ordens aos médicos israelenses para não participarem de nenhuma alimentação forçada planejada, exceto sob certas circunstâncias limitadas não aplicáveis a Adnan. neste momento. 
Adnan foi novamente detido sem acusações em 2015 e novamente iniciou uma greve de fome em 4 de maio, que durou 56 dias, até que Israel concordou em libertá-lo em julho. Ele foi preso novamente em 2017 e novamente imediatamente iniciou uma greve de fome que durou 58 dias. Preso mais uma vez em 2021 após ser detido em um posto de controle israelense, ele novamente fez greve de fome em protesto, greve que durou 25 dias.

## Detenção em 2023 e greve de fome
Adnan foi preso, pela última vez, em 5 de fevereiro de 2023, após o que iniciou a greve de fome que durou 87 dias até sua morte. Os Médicos para os Direitos Humanos de Israel disseram que, antes de sua morte, seu médico visitou Adnan e levantou sua "condição de risco de vida e a necessidade de transferência imediata para o hospital". Em sua terceira apelação no tribunal militar, o juiz militar determinou que não havia evidência de urgência na condição médica de Adnan.

## Morte
Adnan morreu na prisão em 2 de maio de 2023, após uma greve de fome de 87 dias aos 45 anos. Adnan foi o primeiro prisioneiro palestino a morrer em greve de fome desde 1992. 

### Reação
Após sua morte, vários meios de comunicação chamaram Adnan de prisioneiro político.
O grupo israelense de direitos humanos B'Tselem descreveu sua greve de fome como "uma forma de protesto não violento contra sua prisão e as injustiças da ocupação. um hospital reflete o absoluto desrespeito que Israel teve por sua vida."  Addameer divulgou uma declaração do Conselho Palestino de Organizações de Direitos Humanos (PHROC) chamando a morte de Adnan de um assassinato e seu destino como prisioneiro político um apelo à comunidade internacional "para realizar suas responsabilidades morais e legais para com o povo palestino, especialmente palestino presos políticos cativos em presídios de ocupação ilegal".
O vice-porta-voz do secretário-geral das Nações Unidas pediu uma investigação completa e disse que o secretário-geral "reitera seu apelo a Israel para acabar com a prática de detenção administrativa. ou liberado sem demora".
A esposa de Adnan pediu que a violência fosse evitada, de acordo com os protestos pacíficos de seu marido. Ela disse: "Nenhuma gota de sangue foi derramada durante as greves de fome anteriores do prisioneiro, e hoje dizemos com a ascensão do mártir e sua realização do que ele desejou, não queremos que uma gota de sangue seja derramada." Em outros comentários relatados, ela afirmou: "Não queremos que ninguém responda ao martírio. Não queremos que alguém lance foguetes e depois (Israel) ataque Gaza." 

#### Escalonamento de conflito
Apesar dos apelos de sua esposa, militantes em Gaza dispararam mais de vinte foguetes contra Israel e confrontos entre palestinos e forças armadas israelenses eclodiram na Cisjordânia quando a notícia da morte de Adnan se espalhou e uma greve geral foi convocada nos territórios ocupados. Em resposta aos disparos de foguetes, caças israelenses atingiram alvos em Gaza na noite de terça-feira. De acordo com autoridades de saúde palestinas, um homem de 58 anos foi morto e outros cinco ficaram feridos.